# Boophis axelmeyeri
A Boophis axelmeyeri a kétéltűek (Amphibia) osztályába, a békák (Anura) rendjébe és az aranybékafélék (Mantellidae) családjába tartozó faj. Nevét Axel Meyer biológus tiszteletére kapta.

## Előfordulása
A faj Madagaszkár endemikus faja. A sziget északnyugati részén emelkedő hegyekben honos, 680–1100 m-es magasságon. Természetes élőhelye párás trópusi hegyvidéki erdők.

## Megjelenése
Kis méretű békafaj, a kifejlett hímek mérete 36–43 mm. Háta sötétbarna; hasi oldala fehér melyet sötétbarna pettyek tarkítanak. Végtagjainak külső felülete szürkésbarna, sötét csíkozású, belső felülete áttetsző kék, barna pettyekkel. Jellegzetessége a nagy méretű lelógó ajkak, melyeknek szerepe a ragadozók elriasztása és a táplálkozás megkönnyítése.
Nyugodt természetű békafaj, a lehető legkevesebb mozgást végzi, emiatt fejlődésének első három hónapjában hasa rendkívül gyorsan növekszik. Emiatt magas a zsírtartaléka, így zord körülmények között is képes hosszú ideig életben maradni.